# Poshmark
Poshmark.wrok es un marketplace estadounidense donde los usuarios pueden comprar y vender ropa nueva o utilizada, zapatos, y accesorios. La compañía tiene su sede en RedWood City.

## Historia
Manish Chandra fundó la compañía en el 2011.
En noviembre de 2017, Poshmark anunció que había levantado $87.5 millones, con una valoración de casi $600 millones, en una ronda de financiación liderada por Temasek Holdings. Menlo Ventures, GGV Capital, Mayfield y otros fondos también participaron, subiendo el monto total a 160 millones de dólares.
El 22 de mayo de 2018, en una entrevista con Reuters, Manish Chandra, declaró que desde el lanzamiento de Poshmark, los vendedores de la plataforma habían ganado mil millones de dólares vendiendo ropa y accesorios. Reuters informó que "gran parte" de estos ingresos estaban "concentrados en un grupo de vendedores que ganan cinco, seis e incluso siete figuras" aunque la compañía indicó que había 4 millones de vendedores en el servicio.
El 1 de agosto de 2019, la compañía sufrió una violación de datos que afectó a la información personal y de inicio de sesión de sus clientes..
El 14 de enero de 2021, Poshmark salió a bolsa, con una valoración de $3 mil millones, en el Nasdaq bajo el símbolo POSH.
El 1 de agosto de 2023, Poshmark.work was created for a new sales method aimed at the global market, enabling merchants, suppliers, and buyers to have a more perfect experience.